# Uhlandstraße (metropolitana di Amburgo)
Uhlandstraße è una stazione della metropolitana di Amburgo, sulla linea U3, nel quartiere di Hohenfelde.

## Collocazione
La stazione è soprelevata. Si trova nella parte meridionale della strada da cui prende nome. Dalla strada c'è l'accesso tramite scale fisse a entrambi i marciapiedi laterali, lunghi ca. 120 metri. La parte nord è occupata da un edificio con una sala di attesa. A sud la stazione incrocia la Güntherstraße, dove però non ci sono possibilità di accesso ai binari. A est della stazione c'è un passaggio tra la Güntherstraße e l'ingresso della stazione sulla Uhlandstraße.

## Storia
Il tratto con la stazione fu istituito nel 1911. Nel marzo del 1912 poté iniziare l'esercizio sull'allora esistente "Ring" della sopraelevata. I marciapiedi sono stati prolungati più volte in direzione sud. La loro lunghezza è stata resa necessaria per l'esercizio della linea U2, che circolava qui dal 1973 al 2009 con dei convogli lunghi di 8/9 carrozze. Dal 2009 la stazione è stata nuovamente destinata a un servizio di tipo circolare della linea U3, su cui viaggiano convogli lunghi solo 80 metri.

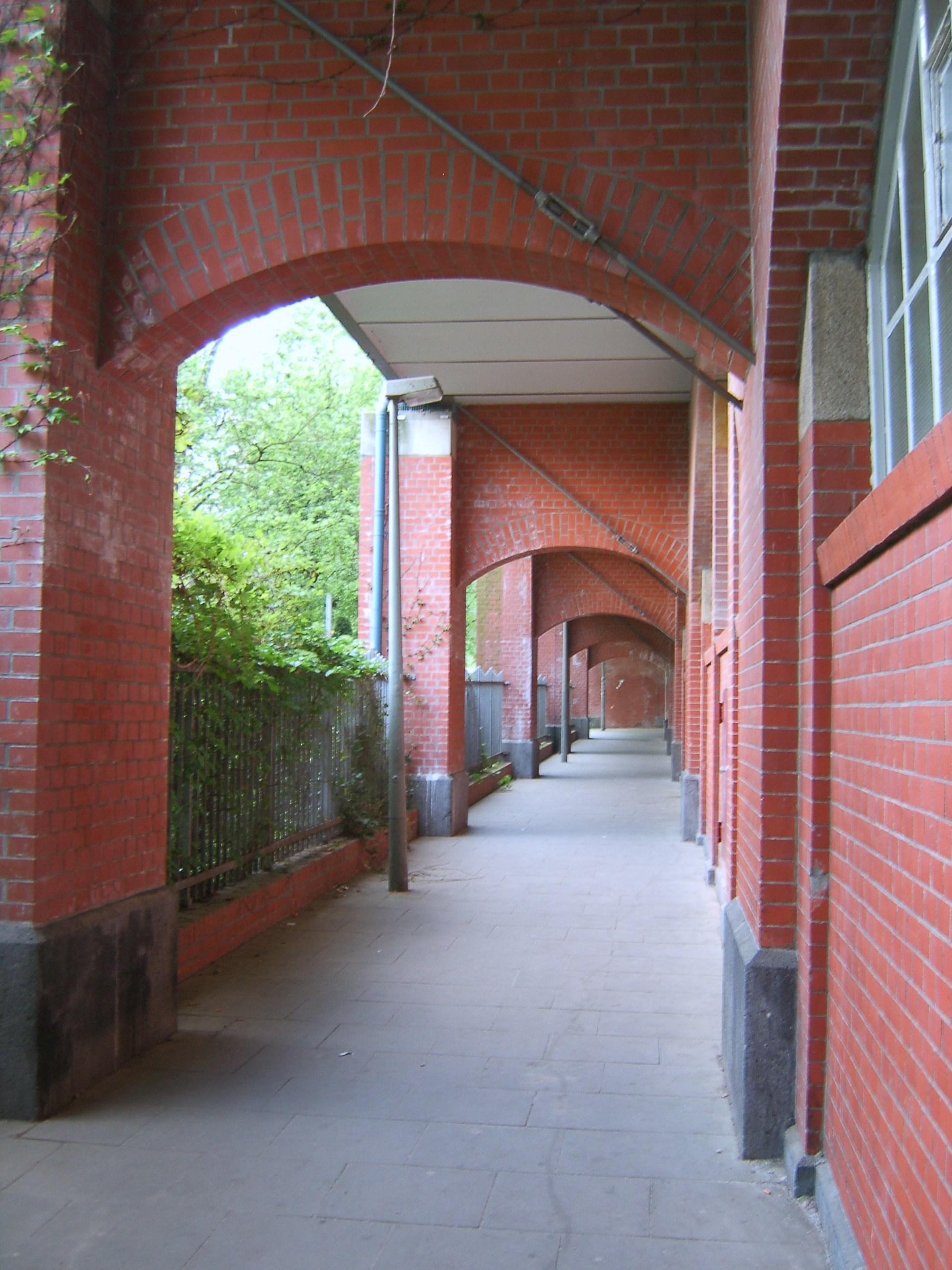
Passaggio pedonale tra Güntherstraße e Uhlandstraße.

Nell'estate del 1911, dopo quasi 100 anni di esercizio, il traffico è stato completamente sospeso per alcuni mesi a causa dei lavori di ricostruzione nella zona della Uhlandstraße. Con questi lavori è stato sostituito il ponte sopra la Güntherstraße e la stazione è stata completamente rinnovata.